# Космічна медаль пошани Конгресу
«Космічна медаль пошани Конгресу» (США)

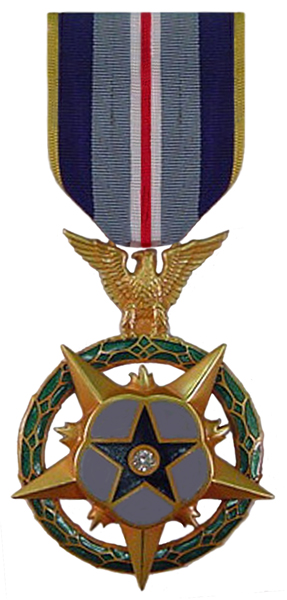
Космічна медаль пошани Конгресу

Заснована 1969 року для відзначення видатних заслуг астронавтів, військовослужбовців та цивільних осіб у освоєнні космосу. Перше нагородження відбулося 1978. Медаль – єдина в США відзнака, оздоблена дорогоцінним каменем – діамантом.
Вручає нагороду Президент США від імені Конгресу США.